# 索邦大学
索邦大学（法語：Sorbonne Université），是一所位于巴黎的公立研究型大学，由巴黎第六大学与巴黎第四大学于2018年1月1日合并而成。索邦大学的历史可以追溯到1257年罗伯特·德·索邦创立的索邦学院，欧洲最古老的大学之一。
迄今为止，索邦大学的校友和教授中，共产生了34位诺贝尔奖，6位菲尔兹奖以及1位图灵奖得主。在菲尔兹奖得主中，有6位在巴黎科学学院完成博士学位或留任教授研究员，是索邦大学主要的师资力量。

## 历史
1257年，罗伯特·德·索邦为一定数量的世俗神职人员建立了一所房子，并提供物质保障。这些神职人员共同生活，不用担心他们的物质生活，全身心投入研究和教学。这所房子被命名为索邦學院，标志着索邦大学的诞生。索邦學院此後逐渐发展成为巴黎大学。
1968年，五月风暴后，巴黎大学被拆分成13座独立的大学，其中包括巴黎第四大学和巴黎第六大学，现索邦大学的主要组成部分。
2010年，巴黎大学院系的主要继承者建立了索邦大学集团。
2017年4月21日，索邦大学集团中的部分大学决定先行合并，成立索邦大学：
- 巴黎第四大学（巴黎索邦大学），前身为五月風暴發生前，巴黎大学的人文学院
- 巴黎第六大学（皮埃尔和玛丽居里大学），前身为五月風暴發生前，巴黎大学的科学院和医学院

与此同时，索邦大学集团更名为索邦大学共同体，包括索邦大学与以下的成员：
- 贡比涅技术大学
- 欧洲工商管理学院
- 法国国家自然历史博物馆
- 法国国家科学研究中心
- 法国国家健康与医学研究院（英语：Inserm）
- 法国发展研究院（英语：Institut de recherche pour le développement）
- 法国国家信息与自动化研究所
- 法国国际教学研究中心（CIEP）
- 巴黎布洛涅-比扬古高等艺术学院

2018年3月19日，法国政府组织的国际评审团“卓越计划”确认了索邦大学的成功合并。因此，作为法国高等教育改革的一部分，索邦大学获得了法国信托局9亿欧元的基金捐赠，成为巴黎地区唯一获此殊荣的高等教育机构。

## 学院
索邦大学主要由3个学院组成。

### 文学院
索邦大学文学院拥有悠久的历史，最早可追溯到1257年成立的索邦学院。
文学院主要教授文学、语言、人文和社会科学，拥有多个教学研究单位和学院，包括信息与传播科学高等研究学院（CELSA）与高等教师与教育学院（ESPE）。

### 理学院
索邦大学理学院继承自巴黎第六大学 （五月風暴發生前的巴黎大学理学院之直接继承者)，是法国科学研究的主要力量。
理学院拥有超过125个研究所和实验室，其中大多数都与法国国家科学研究中心有合作关系。其中，最著名的包括亨利·庞加莱研究所、巴黎天体物理研究所、索邦大学计算机科学研究所 （页面存档备份，存于）、朱西厄数学研究所（与巴黎第七大学共用）与卡司特勒－布洛索实验室（与巴黎高等师范学院共用）。
部分实验室与法国国家信息与自动化研究所共建。

### 医学院
索邦大学医学院分设于皮提耶－沙普提厄教学医院和圣安东尼教学医院。

## 校区

### 巴黎
索邦大学在巴黎拥有5个主校区。在全法范围内，索邦大学共拥有26个校区和3个海洋站。
巴黎第二区
- 国立艺术史学院（INHA）

巴黎第四区
- 加泰罗尼亚研究中心（Centre d'études catalanes）

巴黎第五区
- 索邦校区
- 皮埃尔和玛丽·居里校区
- 地理研究所（Institut de géographie）
- 伊比利亚研究所（Institut d'études ibériques）
- 法语国家研究中心（CIEF）
- 居里校区
- 铁矿研究所（Institut du Fer à Moulin）

巴黎第六区
- 科德利埃校区
- 空间、自然和文化实验室（ENeC）[4]
- 艺术与考古学院（Institut d'art et d'archéologie）
- 城市和发展研究院（IAU IdF）
- 斯拉夫研究中心（Centre d'études slaves）
- 拉斯拜尔校区

巴黎十二区
- 圣安东尼校区
- 视觉研究所（Institut de la Vision）
- 特鲁索校区

巴黎十三区
- 皮提耶－沙普提厄校区

巴黎十四区
- 巴黎天体物理研究所

巴黎十六区
- 巴黎高等教师与教育学院（ESPE Paris）

巴黎十七区
- 马莱塞尔贝校区

巴黎十八区
- 科里尼安古尔校区

巴黎二十区
- 特农校区

法兰西岛大区
- 勒拉斐尔校区
- 老龄化与长寿研究所（Institut de la longévité et du vieillissement）
- 圣西尔－莱科勒校区
- 奥赛校区
- 信息与传播科学高等研究学院

其他地区
- 罗斯科夫海洋站
- 滨海巴纽尔斯海洋站
- 滨海自由城海洋站

### 阿布扎比
2006年2月19日，巴黎第四大学与阿布扎比政府签署了国际协议，开始建立巴黎索邦大学阿布扎比分校（PSUAD），并于2008年5月30日正式建成，当时尚属全球首例。所有课程均为法语授课，未达到法语要求的学生将接受一年或两年的语言强化课程。在共由6人组成的大学董事会中，3人由巴黎第四大学任命，另外3人由阿布扎比行政委员会任命。
2013年，在索邦大学集团框架下，巴黎索邦大学阿布扎比分校开设英语授课课程，由巴黎第六大学颁发学位证书。
2018年，随着巴黎第四大学与巴黎第六大学的合并，大学更名为索邦大学阿布扎比分校（SUAD）。

## 国际排名
在2022-2023 USNEWS世界大学排名中，索邦大学位列世界第48位，法国第一。
在2022 ARWU世界大学学术排名中，索邦大学位列第43位，法国第三。
在2022-2023 CWUR世界大学排名中，索邦大学位列世界第38位，法国第四。
在2023 QS世界大学排名中位列第60位，法国第三。
在2023 泰晤士世界大学排名中位列90位，法国第二。

## 知名校友

### 合并前

#### 巴黎第四大学
- 亚历山大·斯图布：1994年文学系硕士毕业，曾任芬兰财政部长，芬兰总理。现任芬兰第13任总统[16]。
- 夏洛特·卡西拉奇：2007年哲学系学士毕业，摩纳哥王室成员。
- 洛朗·巴博：1979年历史系硕士毕业，曾任科特迪瓦总统。
- 琳达·马利亚·巴洛斯：2008年文学系博士毕业，同年获得阿波利奈尔奖。
- 克里斯蒂亚娜·托比拉：1978年经济系硕士毕业，曾任法国司法部部长。
- 吕克·费里（英语：Luc Ferry）：1975年哲学系博士毕业，曾任法国教育部部长。
- 米歇尔·萨平（英语：Michel Sapin）：1978年文学系硕士毕业，曾任法国财政部部长。

#### 巴黎第六大学
- 多米尼克·斯特劳斯-卡恩：M1 UPMC & 1972年统计研究所毕业，曾任国际货币基金组织总裁。
- 克洛德·巴尔托洛内：1973年数学系学士毕业，曾任法国国民议会议长。
- 阿兰·科纳：1973年数学系博士毕业，1976年至1980年任教，1982年获得菲尔兹奖。
- 皮埃尔-路易·利翁：1979年数学系博士毕业，1994年获得菲尔兹奖。
- 文德林·维尔纳：1993年数学系博士毕业，2006年获得菲尔兹奖。
- 吴宝珠：1992年数学系学士毕业，2010年获得菲尔兹奖。
- 赛德里克·维拉尼：1994年数学系硕士毕业，2009年至2017年任亨利·庞加莱研究所所长，2010年获得菲尔兹奖。
- 阿图尔·阿维拉：2009年起任教，2014年获得菲尔兹奖。
- 塞尔日·阿罗什：1973年物理系博士毕业，1975年任教，2012年获得诺贝尔物理学奖。
- 阿兰·富克斯（英语：Alain Fuchs）：1995年任教，现任巴黎文理研究大学校长。
- 热拉尔·穆鲁：1973年物理系博士毕业，2018年获得诺贝尔物理学奖。
- 埃玛纽埃勒·沙尔庞捷：1995年微生物学博士毕业，2020年获得诺贝尔化学奖。
- 安妮·吕利耶：1986年物理学博士毕业[17]，2023年获得诺贝尔物理学奖。
- 杨立昆：1987年计算机博士毕业，2018年获得图灵奖。
- 曾博恩，臺灣單口喜劇演員、臺灣吧製作人，台灣的政治諷刺YouTuber。